# Ramiro Carrera
Ramiro Ángel Carrera (ur. 24 października 1993 w Tolosie) – argentyński piłkarz występujący na pozycji prawego pomocnika, od 2024 roku zawodnik Lanús.